# 青い鳥 (ザ・タイガースの曲)
「青い鳥」（あおいとり）は、ザ・タイガースの楽曲で、8枚目のシングル。1968年12月1日に発売。

## 解説
3枚目のアルバム『ヒューマン・ルネッサンス』からのシングルカットで、A面曲がグループ初となるメンバー自作による作品。ジャケット写真は、雑誌『明星』からの提供である。
オリコン最高位は4位（1968年12月23日付）、売上33.6万枚。

## 収録曲
1. 青い鳥 (Blue bird) [3:35]
作詞・作曲:森本太郎
  - アルバム収録のバージョンとは音源が異なっており、アルバムではサビの「青い鳥〜」の部分を森本が歌っていたが、本作では沢田が歌っている。
2. ジンジン・バンバン (Jinjin banban) [3:38]
作詞:橋本淳　作曲:すぎやまこういち
  - オリジナル・アルバム未収録。